# Шуэбо
Шуэбо (Швебо; бирм. ရွှေဘို) — город в округе Сикайн в Мьянме, находится в 113 км к северо-западу от Мандалая на восточном берегу реки Чиндуин. Через город проходит железная дорога Мандалай-Мьичина, стабильно ходят также грузовые автобусы через город Моунъюа.
В древности область вокруг города принадлежало городу-государству Ханлин народа пью.
Шуэбо был царской столицей во время царя Алаунпайи (который родился в Шуэбо) в период 1758—1765. Отсюда он организовал поход на Аву, занял Аву, а потом и Нижнюю Бирму, основав династию Конбаун — третью бирманскую империю. Его сын Схинбьюшин в 1780 перенёс столицу в Амарапуру, Шуэбо стал приходить в упадок.
В настоящее время Шуэбо — сельскохозяйственный торговый центр, основный культуры — бобы, рис и сезам, выращиваемые в долине реки Иравади.
В городе имеется несколько примечательных буддийских храмов и руины дворца Алаунпайи, город окружает древний ров. Хотя город открыт для туристов, посещаемость его невелика.